# Athy
Athy (irsk: Baile Átha Í) er en irsk by i County Kildare i provinsen Leinster, i den centrale del af Republikken Irland med en befolkning (inkl. opland) på 8.218 indbyggere i 2006 (6.049 i 2002).